# Newtownmountkennedy
Newtownmountkennedy (en irlandés: Baile an Chinnéidigh, que significa "Ciudad de Kennedy") es un pueblo situado en el Condado de Wicklow, se desarrolló dentro de la ciudad histórica de Ballygarny (en irlandés: Baile Ó gCearnaigh), a pesar de que lo único que queda del pueblo es una iglesia vieja y un cementerio, localizados a 0.45 km fuera de la ciudad. Adquirió su nombre actual a mediados del Siglo XVII, cuándo Sir Robert Kennedy, diputado por Kildare, hizo una casa del pueblo su residencia principal.
El pueblo está justo al sur de Kilpedder y al suroeste de Greystones. Está aproximadamente 15 km al norte de Wicklow Town, 15 km al sur de Bray, y 35 km al sur de Dublín. La carretera R772 pasa a través del pueblo, y la autovía N11 (Dublín-Wexford) lo rodea.

## Educación
Newtownmountkennedy Escuela primaria (St. Los chicos de Joseph Escuela Nacional y St. Las chicas de Bridget Escuela Nacional) está localizado oeste justo del pueblo. Sea anteriormente partido a tres edificios, uno para alumnado macho, y uno para alumnado hembra, mientras el tercer edificio estuvo reservado para el Centro para Autismo. Los chicos' la escuela era sabida cuando St Joseph es, mientras las chicas' la escuela era sabida cuando St Bridget es. En 2007, las dos escuelas estuvieron fusionadas, dejando las clases más bajas (niños de Joven, niños Séniors y Primera clase) en las chicas anteriores' escuela, mientras las clases restantes (clase de Segundo, Tercera clase, Cuarta clase, Quinta clase y Sexta clase) tomó residencia en los chicos anteriores' escuela.

## Transporte
El área está bien comunicada por autobús: 
- La línea 184 de Dublin Bus, que pasa cada media hora, conecta Newtown con Kilpedder, Greystones y Bray.

- La línea 133 de Bus Éireann, que pasa cada cuarto de hora en hora punta, lo conecta con Dublín, Bray y Wicklow.

Las estaciones de tren más cercanas son las de Greystones y Kilcoole, conectadas por DART a Dublín.
El aeropuerto más cercano es el Aeropuerto de Dublín,  al que se llega cogiendo la línea 133 de autobús. El aeródromo más cercano es el Aeródromo de Newcastle.

## Personajes ilustres
- Sonny Condell, cantante, compositor y artista gráfico.
- Paul Heffernan, futbolista de la Scottish Premiership.
- Leo Cullen, capitán del Leinster Rugby.
- Clive Clarke, futbolista profesional.